# Pänultimaregel
Als Pänultimaregel (oder Pänultimagesetz) wird eine Akzentverteilungsregel der lateinischen Sprache bezeichnet, durch die bestimmt wird, an welcher Stelle der Wortakzent eines Wortes sitzt. In der Regel können mehrsilbige lateinische Wörter nur auf der vorletzten (paenultima) oder vorvorletzten (antepaenultima) Silbe betont werden.
Zweisilbige Wörter werden in der Regel auf der ersten Silbe betont, drei- und mehrsilbige werden auf der vorletzten Silbe betont, wenn diese einen langen Vokal trägt (Diphthong oder Naturlänge) oder wenn auf den Silbenkern mehr als ein Konsonant folgt. 
Beispiel:
- agricola: vorletzte Silbe ist kurz: Akzent auf der drittletzten Silbe
- imprīmīs: vorletzte Silbe ist (natur-)lang: Akzent auf der vorletzten Silbe
- secundus: Vokal der vorletzten Silbe ist zwar kurz, aber die Silbe ist geschlossen: Akzent auf der vorletzten Silbe

Eine Ausnahme bildet die Kombination Muta cum Liquida, nämlich ein oraler Okklusiv ([g], [k], [d], [t],
[b], [p]) gefolgt von einem Konstriktiv ([l], [ł] und [r]). Beispiel: tenebrae.